# Slatina (Sopot)
Pour les articles homonymes, voir Slatina.

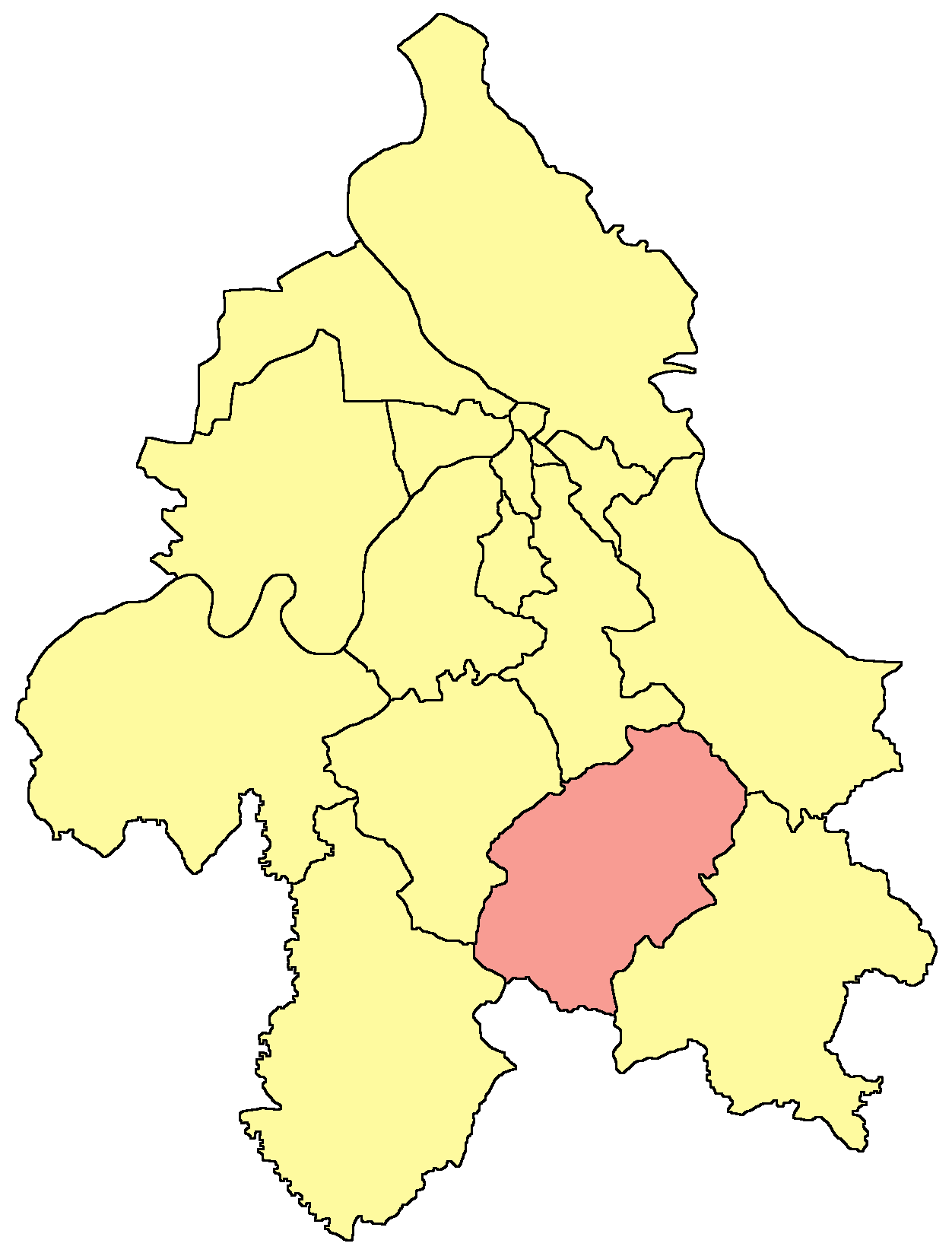
Localisation de la municipalité de Sopot dans la Ville de Belgrade

Slatina (en serbe cyrillique : Слатина) est un village de Serbie situé dans la municipalité de Sopot et sur le territoire de la ville de Belgrade. Au recensement de 2011, il comptait 212 habitants.
Slatina est située au nord-ouest du mont Kosmaj.

## Démographie

### Évolution historique de la population
| 1948 | 1953 | 1961 | 1971 | 1981 | 1991 | 2002 | 2011 |
| ---- | ---- | ---- | ---- | ---- | ---- | ---- | ---- |
| 364  | 373  | 309  | 293  | 283  | 264  | 254  | 212  |

|  |